# Bol'šaja Kokšaga
La Bol'šaja Kokšaga (in russo Большая Кокшага?; in lingua mari Кугу Какшан, Kugu Kakšan; letteralmente "Grande Kokšaga") è un fiume della Russia europea centrale (oblast' di Kirov e Repubblica dei Mari), affluente di sinistra del Volga.

## Descrizione
Nasce da alcuni modesti rilievi collinari nell'estrema parte sud-occidentale del rajon Kiknurskij dell'oblast' di Kirov, scorrendo mediamente verso sud in una zona interessata dalla presenza di paludi; sfocia nel Volga da sinistra nel suo medio corso, nel bacino idrico di Samara, 1 925 km dalla foce del Volga e 5 km a nord-est dell'insediamento di Mariinskij Posad. Attraversa, lungo il suo corso, le cittadine di Kiknur e Sančursk. Il fiume ha una lunghezza di 294 km, l'area del suo bacino è di 6 330 km².
Il suo maggior tributario è il fiume Bol'šoj Kundyš, che confluisce dalla destra idrografica.
La Bol'šaja Kokšaga è gelata, in media, dai primi di novembre a metà aprile.